# Шига
Шига (на японски: 滋賀県, по английската Система на Хепбърн Shiga-ken, Шига-кен) е една от 47-те префектури на Япония. Шига е с население от 1 337 770 жители (1 април 2005 г.) и има обща площ от 4017,36 км². Град Оцу е административният център на префектурата.